# Captio
Captio es una plataforma/software en línea que centraliza la gestión de todos los gastos relacionados con los viajes de empresa. Captio usa el teléfono inteligente para fotografiar los tiques de los gastos. Esta captura sustituye al original a todos los efectos gracias a la homologación de la AEAT, extrae sus datos y lo archiva todo en la nube. Es el principio de un flujo que automatiza el reporte, supervisión y contabilización de los gastos de empresa.

## Historia
La empresa fue fundada en 2012, por Joel Vicient, director general, Joaquim Segura, director de operaciones, Dan Moser, director de marketing y Lluís Claramonte, director técnico. En diciembre de 2013, fue el primer software de gestión de gastos en obtener la homologación de la Agencia Tributaria Española.
En varias rondas de financiación entre 2013 y 2016, la empresa consiguió cerca de 5,5 millones de euros de inversores y partners, como THCAP, Bankinter, el Banco Sabadell o fondos de inversión de Telefónica. En 2014, Captio logró multiplicar por 5 su cifra de negocios respecto a 2013. Actualmente, Captio se encuentra en fase de internacionalización a Europa. Concretamente, el software se ha lanzado en Francia, Reino Unido e Italia.
En septiembre de 2018, Captio fue adquirida por Certify. La operación se cerró por un precio de aproximadamente 25 millones de dólares
Por su parte, Certify es una empresa estadounidense controlada por el fondo K1 Investment Management. En enero de 2020, se anunció el lanzamiento de Emburse, una nueva empresa global que incorpora Captio, así como sus soluciones asociadas: Abacus, Certify, Chrome River, Nexonia y Tallie.
A lo largo de su trayectoria la empresa ha recibido varios premios y reconocimientos, como el reconocimiento de la mejor startup de España 2015, el certificado Great Place to Work 2016, o fue finalista de los Premios BDigital a la Innovación Digital 2013 y de los premios Next Bank Madrid 2013.

## Funcionamiento
Captio es una plataforma que integra todo el proceso de gestión de gastos en un entorno digital, controlado y eficiente. Es la primera solución para la gestión de gastos de viaje homologada por la AEAT.
Mediante los teléfonos inteligentes, Captio digitaliza los tiques de los gastos y extrae sus datos automáticamente mediante la función de reconocimiento óptico de caracteres (OCR). Así se automatiza el proceso de creación y supervisión de las notas que los empleados en movilidad generan durante el transcurso de su trabajo para justificar los gastos que realizan.
Captio integra el proceso de gestión de gastos (reporte, validación y contabilización) en un único flujo sin papeleo y sin tareas manuales.
Captio ha sido la plataforma pionera en España en ofrecer una solución al problema de la gestión de gastos de viaje. A día de hoy, su posición de líder viene avalada por su uso en algunas de las empresas más importantes de España, como BBVA, Mango o Telefónica, además de muchas multinacionales como Ticketmaster, Olympus o Pierre Fabre.

## Cumplimiento de la legislación española
Captio se convirtió en 2013 en la primera solución homologada por la AEAT en ofrecer digitalización certificada de tiques. La homologación por parte de la entidad permite considerar los justificantes que Captio digitaliza en documentos con la misma validez legal y efectos tributarios que los documentos originales.
Además, la nueva normativa del IVA, entrará en vigor el 1 de julio de 2017, obligará a las grandes empresas a comunicar en un periodo máximo de 4 días la información fiscal de las facturas que emitan o reciban, incluidas las de viajes, un proceso más sencillo en un entorno digital como este.
En cuanto a la seguridad de la información, Captio ha impulsado el establecimiento de un Sistema de Gestión de la Seguridad de acuerdo con los requisitos de la norma ISO/IEC 27001.

## Informes
Como líder del sector, Captio realiza y publica de forma regular informes y guías en relación con el business travel y a la gestión de gastos. Destacan, entre otros, el Informe Captio del kilometraje, que se publica anualmente desde 2014, donde se analiza el precio del kilometraje en las empresas españolas y se establece la media y su evolución. Otro informe destacado de la empresa es el Informe Captio del coste del fraude interno en la gestión de gastos en las empresas europeas, que en su edición 2016 estableció que el fraude interno en relación con el business travel en las empresas de Europa asciende de media a 33.790 euros anuales por empresa.
En cuanto a guías divulgativas, Captio ha publicado sobre temas como la nueva ley del IVA y el Suministro Inmediato de información, el proceso de devolución del IVA o el Duty of Care, entre muchas otras temáticas.